# Agence d’Information du Burkina
Die Agence d’Information du Burkina (AIB) ist die staatliche Nachrichtenagentur des westafrikanischen Staates Burkina Faso.
Die AIB wurde am 27. Mai 1964 als Agence Voltaïque de Presse (AVP) gegründet und mit der Namensänderung Obervoltas 1984 in AIB umbenannt. Seit 1999 ist die AIB eine öffentlich-rechtliche Körperschaft (établissement public de l’Etat, EPE) zu der auch die Tageszeitung Sidwaya und die Druckerei von Sidwaya gehören.